# Y Гончих Псів
Y Гончих Псів або Ла Суперба (Y CVn, Y Canum Venaticorum, La Superba) — змінна зоря у сузір'ї Гончих Псів, відома своїм яскраво-червоним кольором.

## Видимість

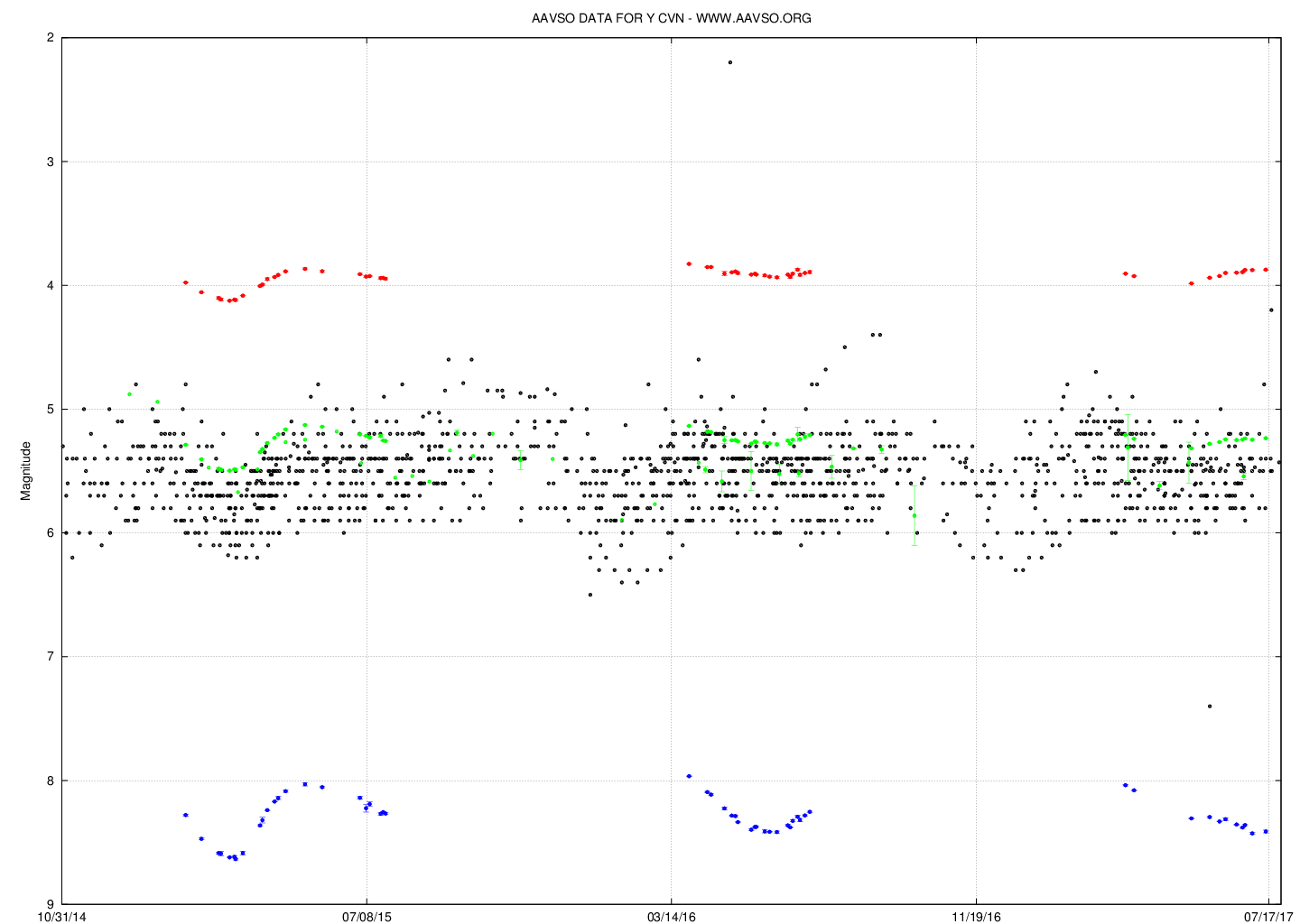
Крива блиску Y CVn, в тому числі фотоелектричних вимірювань RGB

Ла Суперба — це напіврегулярна змінна зоря, які змінює свою яскравість приблизно на одну величину протягом приблизно 160-денного циклу і має більш повільну змінність у ширшому діапазоні. Астрономами були запропоновані періоди у 194 і 186 днів, з резонансом між періодами.
Y CVn є однією з найбільш червоних відомих зір і однією з найяскравіших червоних гігантів — вуглецевих зірок. Це найяскравіша з відомих J-зір, які є дуже рідкісним типом вуглецевих зір і містять велику кількість вуглецю-13 (атомів вуглецю з 7 нейтронів замість звичайних 6). У 19 столітті астроном Анджело Секкі, вражений її красою, подарував зорі її власну назву Ла Суперба.

## Характеристики

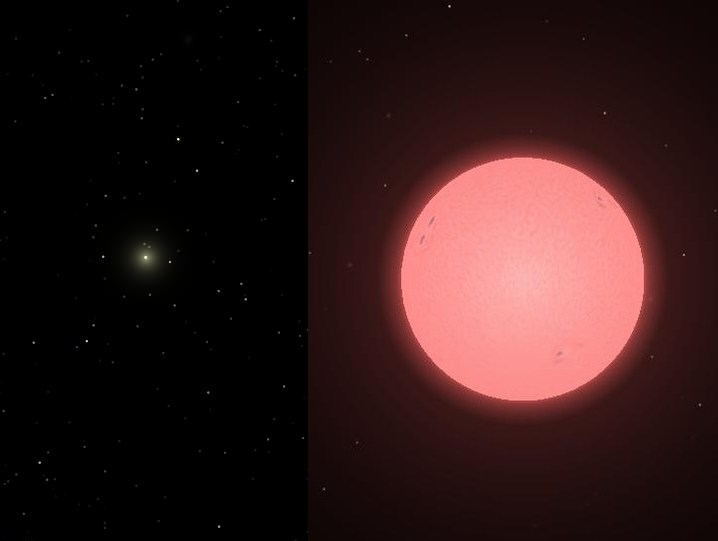
Y CVn і моделювання від Celestia

Кутовий діаметр Ла Суперба була виміряний у розмірі 13,81 mas. Вважається, що він має бути пульсуючим, але цього не видно за результатами вимірів. На відстані до зорі 320 парсек, це відповідає радіусу у 2,2 а.о. (473 радіуси Сонця. Якби зоря розташовувалась на місці Сонця, її поверхня виходила б за межі орбіти Марса.
Температура зорі визначена на рівні близько 2750 К, що робить її однією з найхолодніших відомих «справжніх» зір. Її ледь видно неозброєним оком, а її червоний колір дуже видимий вже в бінокль. В інфрачервоному діапазоні світність Ла Суперба в кілька тисяч разів потужніша, а ніж у Сонця в інфрачервоному діапазоні.

## Еволюція
Після того, як зорі масою в декілька разів більше маси Сонця завершують перетворення водню на гелій у ядрі, у них починається горіння водню в оболонці, вище виродженого гелієвого ядра і відбувається «розпухання» зорі до стану червоного гіганта. Коли ядро досягає досить високої температури, відбувається т. зв. спалах гелієвого ядра, що розпочинає етап горіння гелієвого ядра на горизонтальному відгалуженні. Коли гелій у ядрі вичерпується, лишається вироджене вуглецево-кисневе ядро. Ядерний синтез продовжується у водневому та гелієвому шарах на різних глибинах зорі, а сама вона збільшує світність на асимптотичному відгалуженні гігантів (АВГ). Ла Суперба зараз є саме АВГ-зорею.
У АВГ-зір ядерний синтез рухається вгору від ядра процесом сильної глибокої конвекції, відомим як зачерпування (англ. dredge-up), що створює надлишок вуглецю у зовнішній атмосфері, де утворюються монооксид вуглецю та інші хімічні сполуки. Ці молекули, як правило, поглинають випромінювання на коротких хвилях, у результаті чого спектр зорі має ще менше синього і фіолетового порівняно зі звичайними червоними гігантами, що надає зорі її виразний червоний колір.
Ла Суперба, швидше за все, перебуває на завершальній стадії ядерного синтезу залишку її вторинного палива (гелію) у вуглець і втрачає масу приблизно в мільйон разів швидше, ніж сонячний вітер. Вона також оточена оболонкою раніше викинутої речовини діаметром  2,5 св. р., що може свідчити про те, що колись зоря втрачала масу ще в 50 разів швидше, ніж зараз. Тому вважається, що Ла Суперба майже готова скинути свої зовнішні шари й утворити планетарну туманність, залишивши ядро у вигляді білого карлика.